# 阿爾策納鄉
45°55′41″N 24°27′44″E / 45.92806°N 24.46222°E
阿爾策納鄉（羅馬尼亞語：Comuna Alțina, Sibiu），是羅馬尼亞的鄉份，位於該國中部，由錫比烏縣負責管轄，面積83平方公里，海拔高度448米，2007年人口1,677，人口密度每平方公里20人。